# مولتري
مولتري (بالإنجليزية: Moultrie, Georgia)‏ هي مدينة تقع في مقاطعة كولكويت، جورجيا بولاية جورجيا في الولايات المتحدة. تبلغ مساحة هذه المدينة 42.8 (كم²)، وترتفع عن سطح البحر 97 م، بلغ عدد سكانها 14268 نسمة في عام 2010 حسب إحصاء مكتب تعداد الولايات المتحدة.

## أعلام
- بوب جودوين
- كارلوس ووكر
- تيت آرمسترونغ
- بيل هال
- جوني روكر
- مالكوم إي. بيرد
- روبرت س. إيفانز

## وصلات خارجية
- http://www.moultriega.com/
- Cities & Counties - Georgia.gov